# SimTower
SimTower is een computerspel, ontwikkeld door OPeNBooK en uitgebracht door Maxis in 1994. Het is een simulatiespel waarbij de speler een toren kan bouwen met appartementen, kantoren, hotelkamers, horeca en ontspanningsfaciliteiten. Door ervoor te zorgen dat het aantal inwoners groeit, krijgt de speler extra mogelijkheden.

## Doel
Zoals bij andere Sim-spellen heeft SimTower geen vastgesteld einddoel en is de speler vrij om te bepalen wat er in de toren geplaatst wordt. In het begin van het spel kan de speler alleen kantoren, appartementen en fastfoodrestaurants in de toren plaatsen, maar, afhankelijk van het aantal inwoners, komen er andere bouwmodules bij. Het aantal inwoners is afhankelijk van de gebruikte bouwmodules en het tijdstip: kantoren zijn 's nachts en in de weekeindes leeg terwijl hotelkamers overdag geen inwoners hebben.
Zodra de toren groeit, moeten er meerdere voorzieningen worden gebouwd, zoals een recyclecentrum, een EHBO-post, een beveiligingscentrum en roomservice voor de hotelkamers.
In de ideale toren hebben de inwoners zo weinig mogelijk overlast van de omringende percelen. Appartementen gedijen niet naast een kantoorruimte en een teveel aan winkels zorgt voor geluidsoverlast zodat het kantoorpersoneel niet functioneert.

### Vervoer
Het personenvervoer is een zeer belangrijk onderdeel van het spel. Dit kan door het aanleggen van trappen, roltrappen en liften. Hoe sneller de inwoners op de plaats van hun bestemming komen, hoe groter hun tevredenheid. Een slecht uitgebalanceerd transportsysteem zal op termijn zorgen voor leegstand en minder (huur-)inkomsten.

### Gevaren
Het spel bevat ook een aantal gevaren. Bij een bommelding heeft de speler de keuze om de terrorist losgeld te betalen of om de bom zelf onschadelijk te maken (door de interne veiligheidsdienst). Indien dit laatste mislukt zal de explosie een deel van de toren vernietigen. Ook kan er brand ontstaan waarbij de brandweer of de eigen veiligheidsdienst wordt ingeschakeld.

## Ports en vervolgspellen
SimTower is origineel uitgebracht als Windows-spel in 1994, maar er zijn later nog verschillende versies van gemaakt.
- In 1997 is er een versie voor Mac OS uitgekomen.
- Het vervolgspel is in 1998 in Japan uitgebracht onder de naam Yoot Tower.
- In 2004 is SimTower onder de naam Tower Mogul uitgebracht voor de Pocket-pc.
- Vanaf 2006 is SimTower ook verkrijgbaar voor de Game Boy Advance onder de naam The Tower SP.